# Симуляція

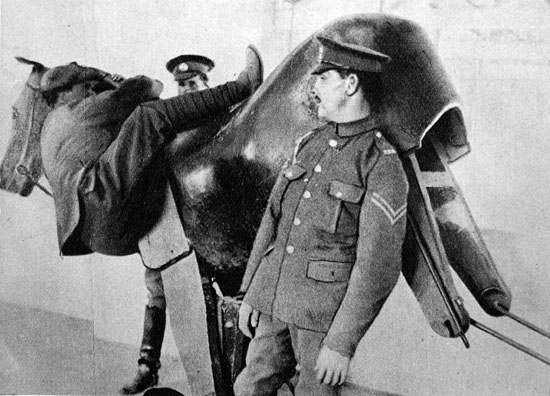
Симулятор коня часів першої світової.

Симуляція — імітація певної реальної речі, ситуації чи процесу. Процес симуляції зазвичай включає відтворення деяких ключових властивостей чи поведінки обраної фізичної або абстрактної системи.
Симуляцію проводять з різною метою — тренування та навчання персоналу, тестування технології в граничних умовах, тестування безпеки, розваги (відеоігри, симуляція невагомості). Також використовується науковцями для здійснення експериментів, які неможливі в реальності. Також симуляцію використовують, щоб продемонструвати можливі ефекти певних дій. Зазвичай симуляцію проводять, коли експерименти над реальною системою неможливі через її недосяжність, небезпеку або високу вартість таких експериментів.

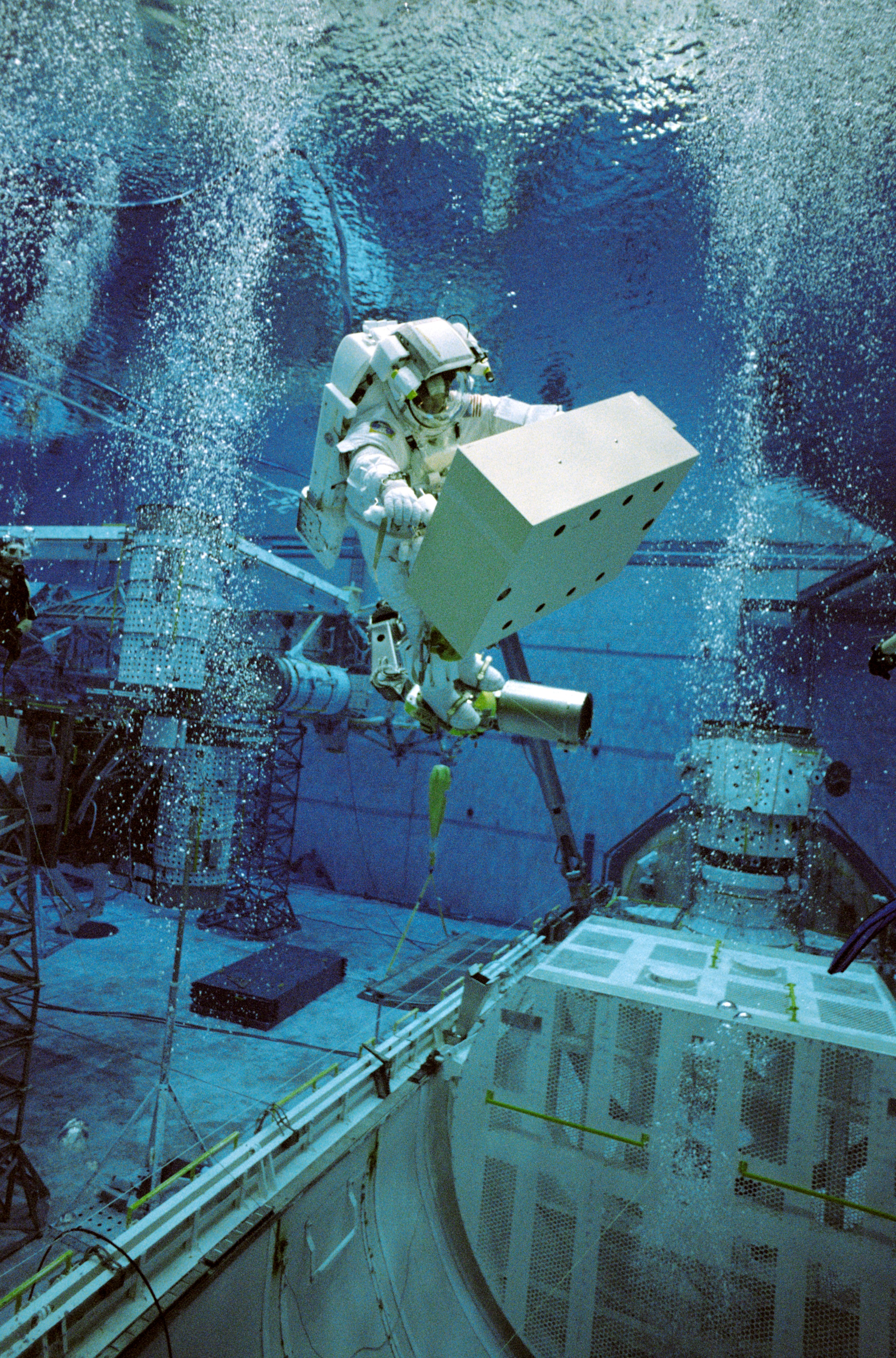
Людина-в-циклі симулятор невагомості
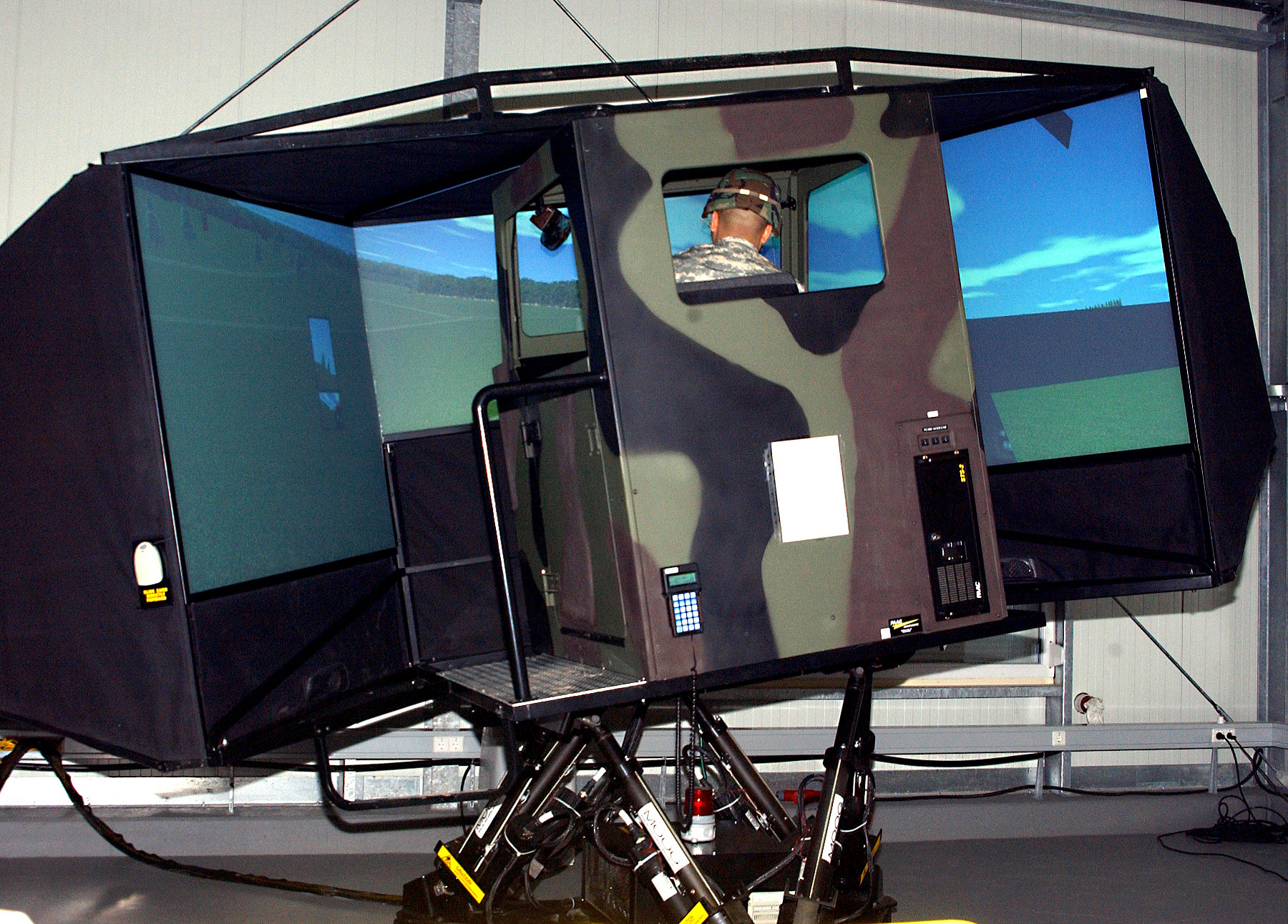
Симулятор транспортного засобу
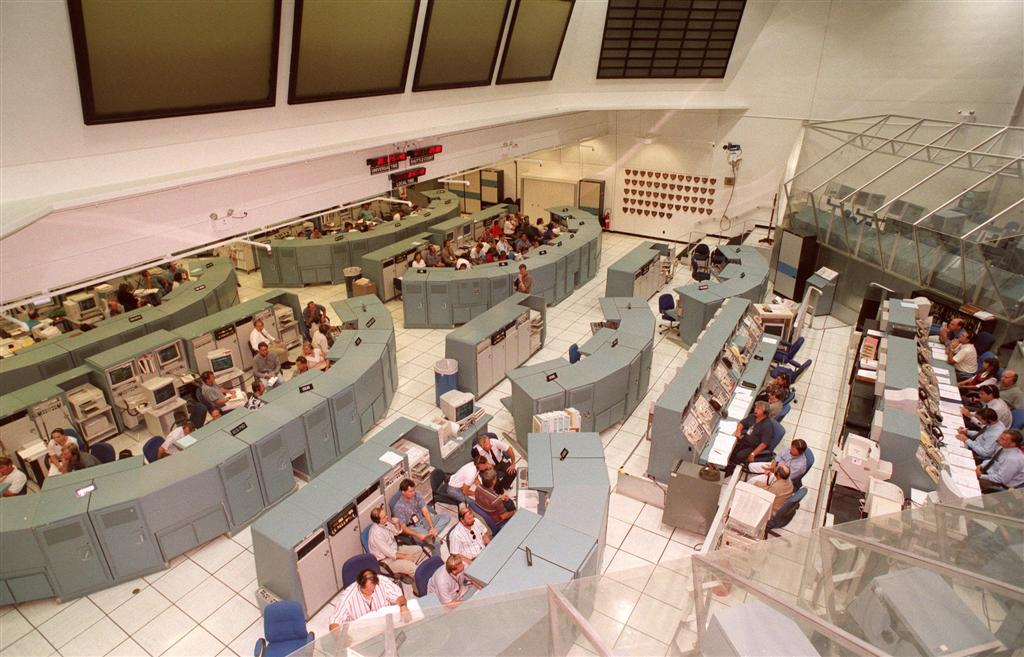
Симуляція y Центрі управління польотом
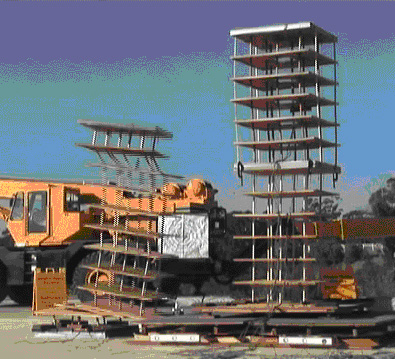
Імітація поведінки будівлі під час землетрусу  [Архівовано 21 липня 2013 у Wayback Machine.]
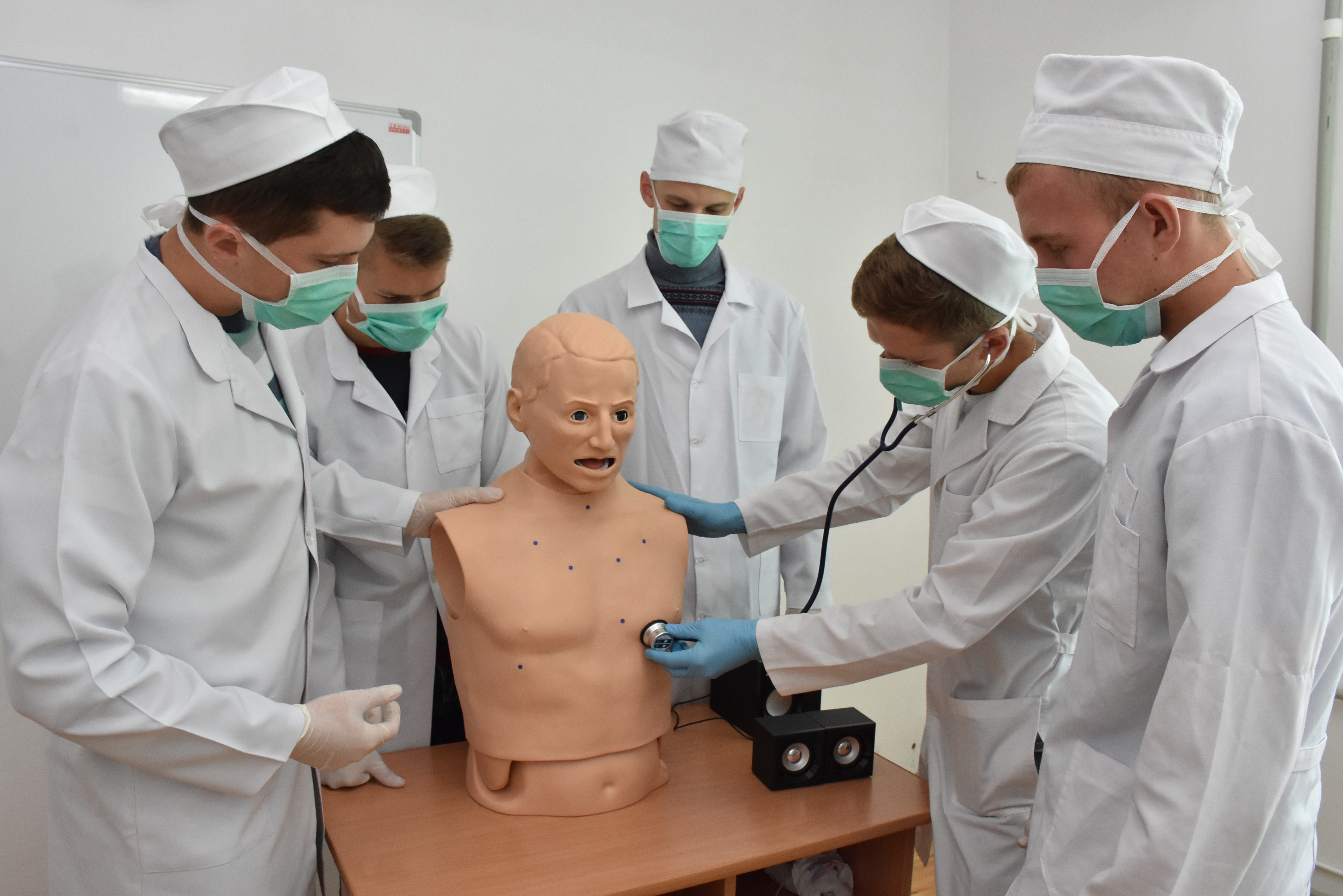
Студенти-медики ТДМУ на заняттях у Центрі симуляційного навчання

## Математика
Під симуляцією у математиці розуміють математичну модель.

## Навчальні симулятори
- Тестування Сейсмічної Роботи Онлайн [Архівовано 25 вересня 2019 у Wayback Machine.]